# جاك شاهين
جاك شاهين (بالإنجليزية: Jack Shaheen) ، من مواليد 1935، وهو ناقد سينمائي أمريكي من أصل لبناني، ومؤلف الكتاب العرب السيئون (Reel Bad Arabs)، عمل سابقاً لوكالة سي بي إس الإخبارية بصفته المختص بوضع الشرق الأوسط  ، كان شاهين ينتقد أساليب السينما الأمريكية لتشويه صورة العرب ومشاهدته لأكثر من 1000 فيلماً أمريكياً، وهو أستاذ بـ جامعة إلينوي الأمريكية. توفي يوم 10 يوليو 2017.